# Société d'études scientifiques de l'Aude
La Société d'études scientifiques de l'Aude, ou SESA, est une société savante fondée en 1889 et dont le siège est à Carcassonne (chef-lieu du département de l'Aude).

## Histoire
La Société d'études scientifiques de l'Aude a été fondée en 1889 sous l'impulsion du botaniste et géologue Louis Chartier. Après une première réunion le 10 février 1889, des statuts sont élaborés et adoptés le 17 mars suivant : le premier président en est Prosper Montès.
Dès sa naissance, la société va organiser conférences et excursions dans l'Aude, les départements voisins, et même à l'étranger, constituer une bibliothèque et publier, en 1890, son premier bulletin. Elle compte alors 150 membres ; en 1914, ils sont plus de 250,,.
La Société se distingue ainsi de son aînée, la Société des arts et sciences de Carcassonne, marquant une rupture avec la conception précédente : le nombre de ses membres n'est pas limité, les femmes sont admises.
En 2021, elle est membre du Comité des travaux historiques et scientifiques, l'une des fondatrices de la Société botanique d'Occitanie et de la Fédération historique d'Occitanie,.
Fin 2022, à la suite des périodes de confinement liées à la crise du COVID 19, au manque de bénévoles pour la faire fonctionner et son déménagement, l'association est mise en difficultés.
Le 20 janvier 2023, à l'occasion de son assemblée générale annuelle, la SESA remercie Charles Peytavie pour les nombreuses années passées à la tête de la Société et élit une nouvelle direction avec à sa tête pour la première fois de son existence une femme : Françoise Viala.

## Disciplines
La Société d'études scientifiques de l'Aude s'intéresse à tout ce qui peut décrire le territoire, c'est-à-dire les sciences humaines et les sciences et vie de la Terre et notamment les disciplines suivantes :
- Histoire et ses sciences auxiliaires (histoire de l'art, histoire littéraire, histoire de la musique, numismatique, toponymie, héraldique...) ;
- Archéologie ;
- Géographie[9] ;
- Géologie et ses sciences auxiliaires (paléontologie, minéralogie...) ;
- Botanique et ses sciences auxiliaires (lichénologie, étude des planctons...) ;
- Ethnologie;
- Zoologie.

## Bibliothèque

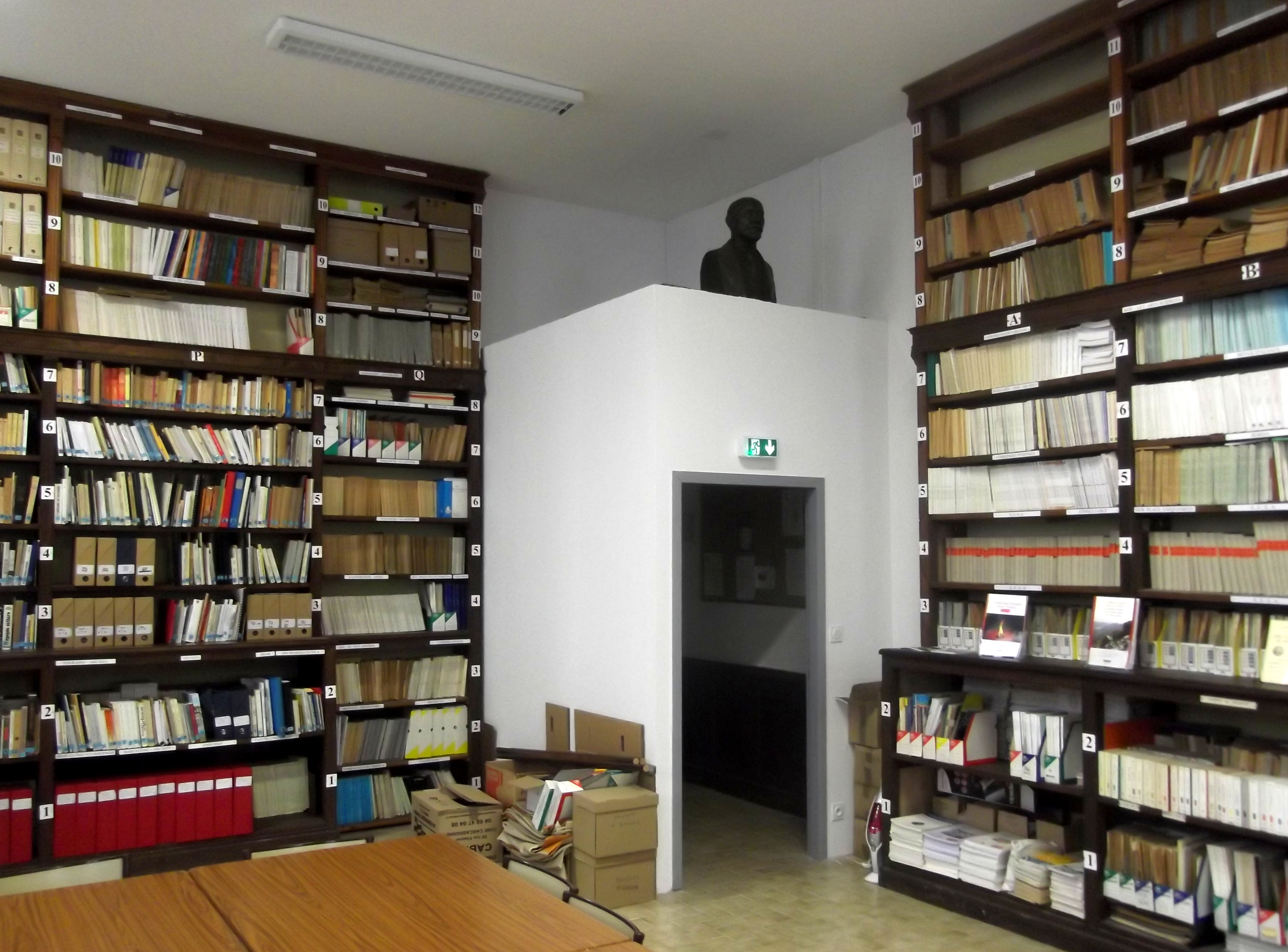
La bibliothèque de la société scientifique de l'Aude (vue partielle) située à Carcassonne (vue datant d'avant 2022)

Depuis la mi-septembre 2022, la bibliothèque n'est plus accessible. Pour l'instant, la SESA n'a toujours pas de locaux lui permettant de remettre en activité la bibliothèque.
En raison d'une nouvelle affectation des locaux de la « Maison des Associations » pour la création d'un IUT par la municipalité de Carcassonne, l'importante bibliothèque fut mise en cartons en septembre 2022 dans l'attente de lui trouver une destination.
La Société possède un riche fonds sur la région ainsi que les périodiques de nombreuses sociétés françaises et étrangères avec lesquelles elle continue à échanger.

## Publications

### Le bulletin
La principale publication de la Société d'études scientifiques de l'Aude est un bulletin annuel qui réunit les communications présentées l'année précédente, ainsi que les comptes-rendus des réunions et excursions, notes diverses (bibliographie, découvertes, mises au point historiques...).
Le dernier bulletin publié est celui de l'année 2023 (CXXIII) paru en 2024.

### Mémoires de la SESA

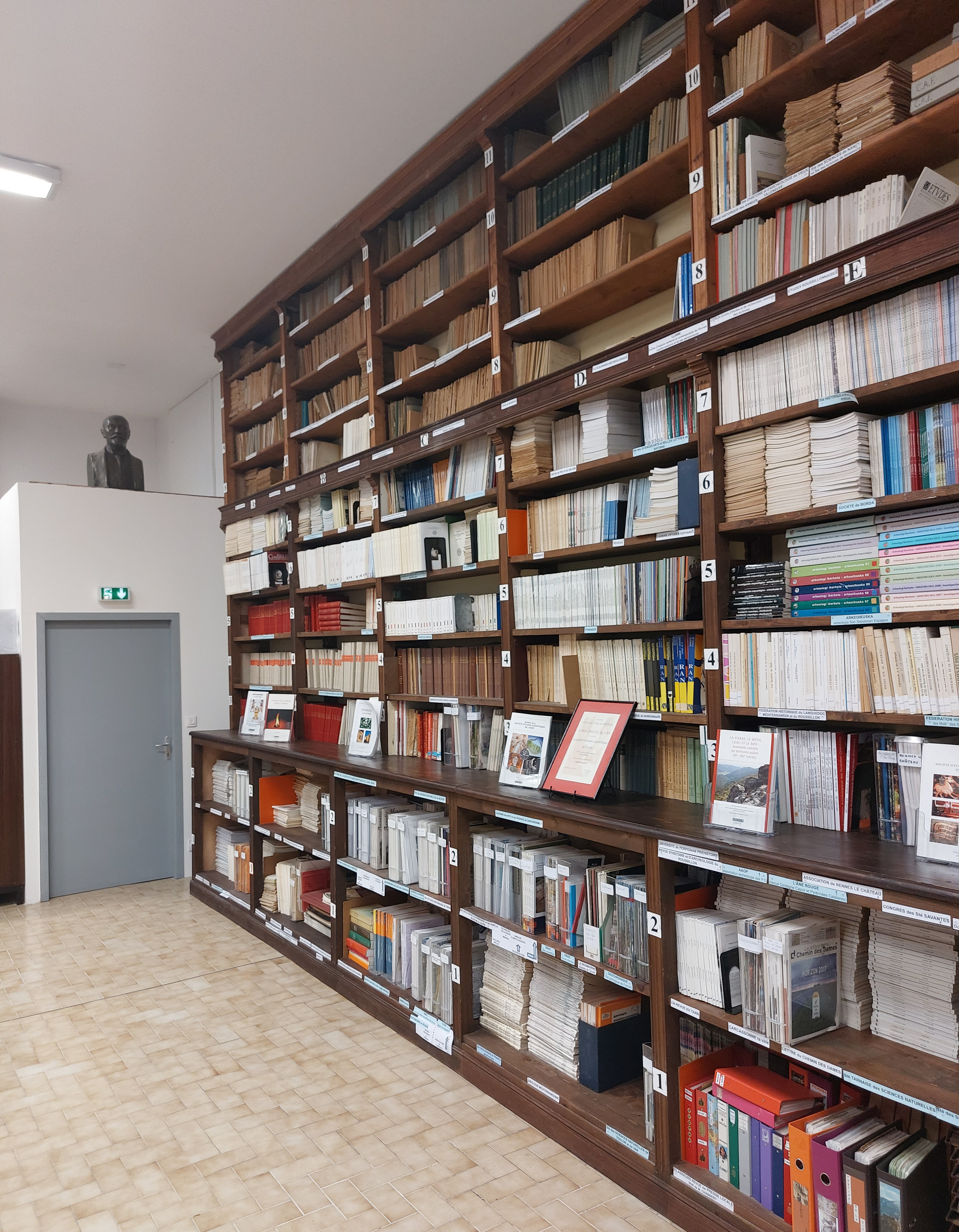
Vue partielle de la bibliothèque de la SESA à Carcassonne située dans les locaux de l'ancien lycée jusqu'en septembre 2022.

La SESA a publié des ouvrages sur des sujets liés au département l'Aude. Entre autres :
- Gauthier Langlois, Dame Carcas, Une légende épique occitane, 2023[14].
- Marie-Rose Viala, Castelnaudary au XVIIIe siècle. Évolution de l’espace urbain, population, institutions, 2014[15].
- Archives départementales de l'Aude, Frédérik Letterlé, Dominique Baudreu, Marie-Chantal Ferriol, Jean-Pascal Fourdrin, Marie-Élise Gardel, Michel Passelac, Guy Rancoule, Carcassonne. Études archéologiques, 2009.
- Collectif, Bulletin du centenaire de la Société, 1990.
- Joseph Euzet, Histoire de Lézignan, 1988[16].
- Pierre et Roger Toulze, La Villa gallo-romaine d’Escarguel-Nougairol, étude du dépotoir Tibéro-Claudien, 1984.
- Maurice Nogué, Une collection de monnaie. Monnaies françaises (à l’exception des féodales) des Carolingiens à la Ve République, 1974.
- Jacques Lemoine, Histoire de la Bezole, 1970.
- Gustave-Joseph Mot, Carcassonne Ville Basse (1247-1962), 1963.
- Collectif, Commémoration du cinquantenaire de la SESA, mai 1939, 1940.
- Antoine Sabarthès (abbé), Histoire du clergé de l'Aude, 1939.
- André David, Monographie sur la Montagne Noire, préfacé par Emmanuel de Martonne ,1925.
- Gaston Gauthier et L. Marty, Catalogue de la Flore des Corbières, 1913.

### Prix Urbain-Gibert
La SESA a créé en 1992 le Prix Urbain-Gibert, dédié à son ancien président et président d'honneur Urbain Gibert, « destiné à récompenser périodiquement, sur concours, des études inédites dans les domaines des sciences naturelles, des sciences physiques et des sciences humaines (archéologie, préhistoire, histoire), concernant le département de l'Aude ». Il consiste à publier aux frais de la Société un ouvrage inédit. Il a récompensé les ouvrages suivants :
- Gérard Breton, L’Ambre des Corbières, SESA, Carcassonne, 2012[18].
- Marie-Christine Bailly-Maître, Marie-Élise Gardel (sous la coordination de), La pierre, le métal, l’eau et le bois : économie castrale en territoire audois (XIe – XIVe siècles), SESA, Carcassonne, 2007.
- Claude Marquié, L’Industrie textile carcassonnaise au XVIIIe siècle. Étude d’un groupe social : les marchands fabricants, SESA, Carcassonne, 1993.

### Coéditions
La SESA a participé à l'édition de divers ouvrages :
- Collectif, Atlas de la flore patrimoniale de l'Aude, 2016, Fédération Aude Claire, Conservatoire national botanique méditerranéen de Porquerolles, Les ateliers de la nature, Société d'études scientifiques de l'Aude. Éditions Biotope[19].
- Collectif, Actes du colloque de Carcassonne, 1999, Les Audois - Armand Barbès et les hommes de 1848.
- Collectif, Actes du colloque de Carcassonne, 1997, Les Audois - Venance Dougados et son temps - André Chénier - Fabre d'Églantine.
- Rémy Cazals, Jean Vaquer, Gilbert Larguier, Dominique Cardon, Philippe Delvit, L'industrie de la laine en Languedoc, depuis la préhistoire jusqu'à nos jours, Association pour la promotion des archives en Languedoc-Roussillon, Association des amis des archives de l'Aude, Fédération audoise des œuvres laïques, Société d'études scientifiques de l'Aude, 1995,  (ISBN 2-9507610-1-1)
- Rémy Cazals, Daniel Fabre (s.d.), Les Audois, Dictionnaire biographique, Carcassonne, Association des amis des archives de l'Aude, Fédération audoise des œuvres laïques, Société d'études scientifiques de l'Aude, 1990, 347 p. (ISBN 2-906442-07-0)
- Jean Puget, Talairan en Corbières, Association des amis des archives de l'Aude, Fédération audoise des œuvres laïques, Société d'études scientifiques de l'Aude, 1990.

## Membres

### Présidents
| Présidents de la Société d'études scientifiques de l'Aude | Présidents de la Société d'études scientifiques de l'Aude | Présidents de la Société d'études scientifiques de l'Aude                 |
| Année                                                     | Président                                                 | Profession                                                                |
| --------------------------------------------------------- | --------------------------------------------------------- | ------------------------------------------------------------------------- |
| 1889                                                      | Prosper Montès                                            | Banquier                                                                  |
| 1890-1892                                                 | Charles Dat de Saint-Foulc                                | Rentier                                                                   |
| 1892                                                      | Alphonse Fleureau                                         | Professeur                                                                |
| 1893                                                      | Germain Sicard                                            | Propriétaire et préhistorien                                              |
| 1894                                                      | Louis Gavoy                                               | Entomologiste                                                             |
| 1895                                                      | Paul Peyronnet                                            | Docteur en médecine                                                       |
| 1896                                                      | Théodore Rousseau                                         | Conservateur des forêts                                                   |
| 1897                                                      | Marius Esparseil                                          | Architecte et ingénieur des mines                                         |
| 1898                                                      | Marius Robert                                             | Président de Tribunal                                                     |
| 1899                                                      | Charles Bourrel                                           | Docteur en médecine                                                       |
| 1900                                                      | Germain Sicard                                            | Propriétaire et préhistorien                                              |
| 1901                                                      | Henri Mullot                                              | Propriétaire                                                              |
| 1902                                                      | Paul Courrent                                             | Docteur en médecine                                                       |
| 1903                                                      | Bernard Malbret                                           | Photographe                                                               |
| 1904                                                      | Camille Renaux                                            | Professeur agrégé d'histoire                                              |
| 1905                                                      | Raymond Esparseil                                         | Ingénieur des mines                                                       |
| 1906                                                      | Charles Bourrel                                           | Docteur en médecine                                                       |
| 1907                                                      | Marius Cathala                                            | Propriétaire                                                              |
| 1908                                                      | Martin Guiraud                                            | Ingénieur-constructeur                                                    |
| 1909                                                      | Charles Evrot                                             | Conducteur des Ponts et chaussées                                         |
| 1910                                                      | Jean-Baptiste Carbou                                      | Docteur en médecine                                                       |
| 1911                                                      | Osmin Sarcos                                              | Docteur en pharmacie                                                      |
| 1912                                                      | Guillaume Bories                                          | Géologue                                                                  |
| 1913                                                      | Jean Sempé                                                | Docteur en médecine                                                       |
| 1914-1920                                                 | Martin Guiraud                                            | Ingénieur-constructeur                                                    |
| 1921                                                      | Pierre Embry                                              | Conservateur du musée de la Cité                                          |
| 1922                                                      | Émile Fabre                                               | Inspecteur du travail                                                     |
| 1923                                                      | Gaston Combeléran                                         | Propriétaire                                                              |
| 1924                                                      | Joseph Poux                                               | Archiviste départemental                                                  |
| 1925                                                      | Henri Crébassol                                           | Naturaliste                                                               |
| 1926                                                      | Paul Courrent                                             | Docteur en médecine et historien                                          |
| 1927                                                      | Germain Sicard                                            | Propriétaire et préhistorien                                              |
| 1928                                                      | Jean Escarguel                                            | Lieutenant-colonel à la retraite                                          |
| 1929                                                      | Antoine Fages                                             | Préhistorien et géologue                                                  |
| 1930                                                      | Charles Boyer                                             | Docteur en médecine                                                       |
| 1931                                                      | Henri Sorel                                               | Propriétaire                                                              |
| 1932                                                      | Raymond Esparseil                                         | Ingénieur                                                                 |
| 1933                                                      | Laurent Mathieu                                           | Propriétaire                                                              |
| 1934                                                      | Charles Cabrié                                            | ancien receveur des Hospices et du Bureau de bienfaisance de Carcassonne  |
| 1935                                                      | Eugène Castel                                             | Propriétaire, botaniste                                                   |
| 1936                                                      | Jules Azéma                                               | Ancien maire de Saint-Nazaire et conseiller général du canton de Ginestas |
| 1937                                                      | Roger Hyvert                                              | Ingénieur des Arts et Manufactures                                        |
| 1949                                                      | Vincent Perret                                            | Vérificateur des contributions indirectes                                 |
| 1950                                                      | Jean Ségui                                                | Docteur en médecine                                                       |
| 1953                                                      | Fernand Jaupart                                           | Colonel                                                                   |
| 1955                                                      | André Fages-Bonnéry                                       | Ingénieur agronome                                                        |
| 1956                                                      | Fernand Ausset                                            | Ingénieur en chef des Services Agricoles                                  |
| 1957                                                      | Urbain Gibert                                             | Enseignant                                                                |
| 1960                                                      | Joseph Euzet                                              | Enseignant                                                                |
| 1963-1964                                                 | Robert Courtessole                                        | abbé, géologue                                                            |
| 1965                                                      | Jean Guilaine                                             | Archéologue                                                               |
| 1972-1974                                                 | Jacques Pech de Laclause                                  | Notaire                                                                   |
| 1975-1976                                                 | Julien Courtieu                                           | Chef de division des PTT                                                  |
| 1977-1978                                                 | Charles Adroit                                            | Commandant de gendarmerie                                                 |
| 1979-1981                                                 | Dominique Sacchi                                          | Préhistorien                                                              |
| 1982-1983                                                 | Jean Tisseyre                                             | Enseignant                                                                |
| 1984-1986                                                 | Claude Marquié                                            | Professeur agrégé d'Histoire-Géographie                                   |
| 1987-1990                                                 | Jean Oulanier                                             | Général                                                                   |
| 1991-1992                                                 | Jean-Claude Capéra                                        | Professeur, ancien maire de Limousis                                      |
| 1993-1996                                                 | Claude-Marie Robion                                       | Chargé d'études documentaires aux archives départementales de l'Aude      |
| 1997-2001                                                 | René Viala                                                | Professeur                                                                |
| 2002-2004                                                 | Georges de Capella                                        | Avocat, ancien maire du Mas-Saintes-Puelles                               |
| 2005-2008                                                 | Michel Prun                                               | Ingénieur hydrologue                                                      |
| 2009-2013                                                 | Charles Peytavie                                          | Historien                                                                 |
| 2013-2016                                                 | Arnaud Ramière de Fortanier                               | Archiviste                                                                |
| 2017-2023                                                 | Charles Peytavie                                          | Historien                                                                 |
| 2023                                                      | Françoise Viala                                           | Ingénieure en communication et médiation scientifique                     |

### Membres illustres et notables
- Jules Bergeron (1853-1919), géologue, études des terrains primaires qu'il décrit sous le nom de Montagne Noire et de Rouergue[22].
- Léon Carez (1854-1932), géologue et cartographe français, spécialiste des Pyrénées.
- Joachim Estrade (1857-1936), ingénieur, président de la Chambre de commerce et d'industrie de Carcassonne-Limoux-Castelnaudary.
- Rémy Cazals (né en 1942), historien, professeur d'histoire contemporaine à l'Université de Toulouse-Le Mirail.
- Urbain Gibert (1903-1989), historien et ethnologue, président de la SESA en 1957.
- Jean Guilaine (né en 1936), archéologue, professeur émérite au Collège de France, membre de l'Académie des inscriptions et belles lettres, président de la SESA en 1965.
- René Nelli (1906-1982), poète occitan, philosophe et historien, directeur de la revue Folklore, fondateur du Centre d'études cathares.
- Joseph Poux (1873-1838), historien, archiviste paléographe, président de la SESA en 1924.
- Abbé Antoine Sabarthès (1854-1944), historien, correspondant de l'Institut, auteur du Dictionnaire topographique du département de l'Aude.
- Paul Sabatier (1854-1941), chimiste, prix Nobel de chimie 1912, membre de l'Académie des sciences, membre honoraire de la SESA.
- Odette Taffanel (1915-2012), archéologue française.

### Sources
- Dr Paul Courrent, Introduction à la Table alphabétique des publications de 1890 à 1930, 2e éd., SESA, Carcassonne, 1982.
- Jean Guilaine (dir.) et Daniel Fabre (dir.), Histoire de Carcassonne, Toulouse, Privat, coll. « Pays et villes de France », 1984, 324 p. (ISBN 2-7089-8234-6), p. 238-239 ; rééd. coll. « Univers de la France et des pays francophones », 1990  (ISBN 2-7089-8284-2) ; coll. « Histoire des villes », 2001  (ISBN 2-7089-8328-8).
- Bulletins de la Société d'études scientifiques de l'Aude.